# Тајролин ервејз
Тајролин ервејз – Тиролер Луфтфарт је био аустријска авио-компанија са седиштем у Инзбрук. Члан је Групе Остријан ерлајнса (енгл. Austrian Airlines Group) и Стар алајанса, и користе име Остријан ероус (енгл. Austrian Arrows) у својој корпоративној групи. Главе чвориште комапније налази се на аеродром Инзбрук, са чвориштем на аеродром Беч.

## Историја
Компанију Еркрафт Инзбрук (енгл. Aircraft Innsbruck) су основали 1978. Гернот Лангес-Сваровски и Кристијан Швембергер-Сваровски. Име Тајролин ервејз (енгл. Tyrolean Airways) је добила када су почели са редовним летовима1. априла 1980. Остријан ерлајнс је купио авио-компанију у марту 1998. У 2003. авио-компанија је добила ознаку Остријан ероус (енгл. Austrian Arrows) и њихови авиони су примили сличне шаре Остријан ерлајнса, али су летели независно као Тајролин ервејз са база код Инзбрука.

## Дестинације
Тајролин ервејз лети до 6 дестинација у Аустрији и 72 дестинације у Европи.
Видите: Редовне линије Остријан ерлајнс група

## Флота
Следећи је списак ваздухоплова у флоти Тајролин ервејза (од јануара 2010):
| Авион                  | Укупно | Седиште | Белешке |
| ---------------------- | ------ | ------- | ------- |
| Бомбардијер КРЏ 200ЛР  | 10     | 50      |         |
| Бомбардијер Деш 8 Q300 | 9      | 50      |         |
| Бомбардијер Деш 8 Q400 | 11     | 72      |         |
| Фокер 70               | 9      | 75      |         |
| Фокер 100              | 15     | 100     |         |
| Укупно                 | 55     |         |         |